# Keystone Studios

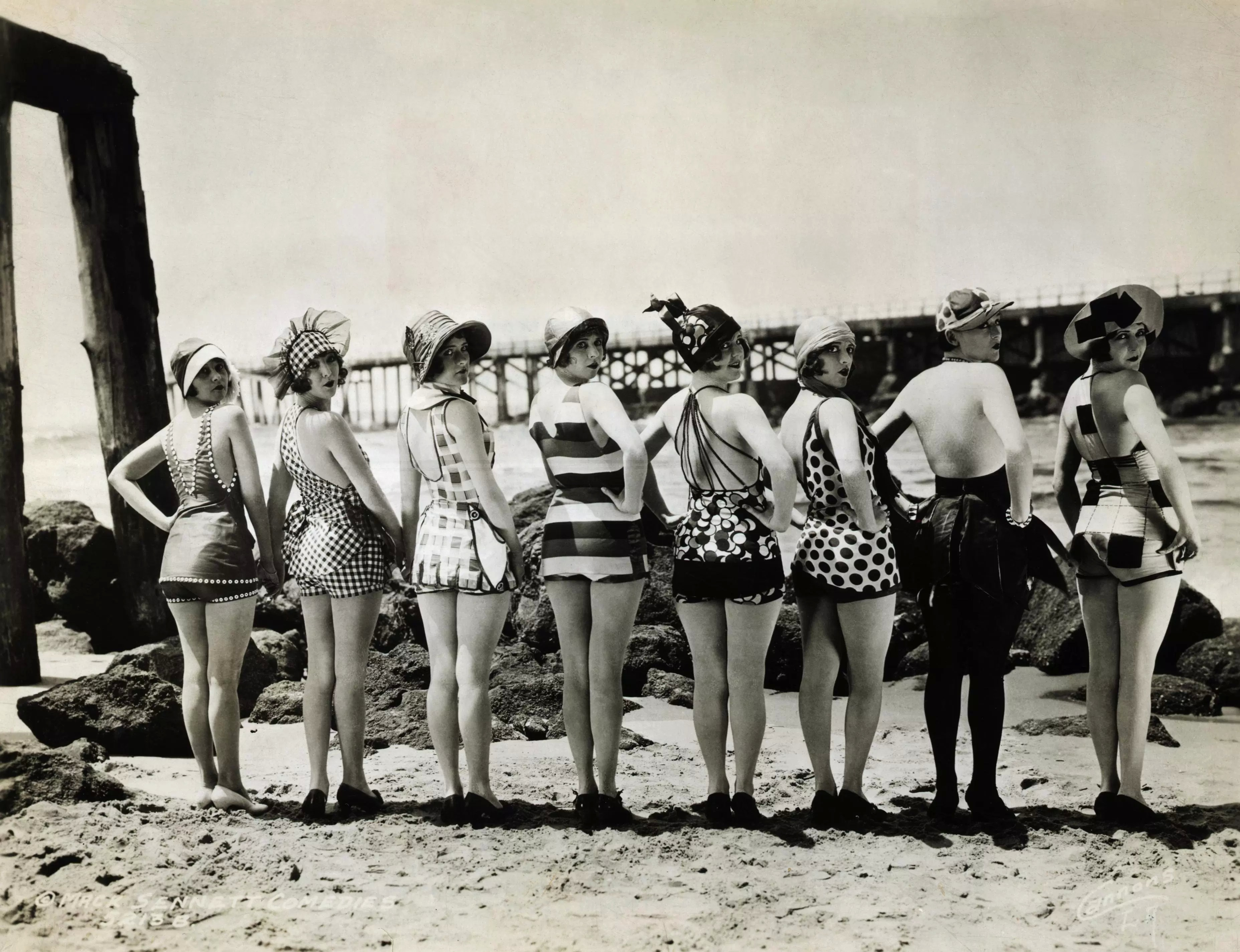
Sennett Bathing Beauties

Die Keystone Studios, ursprünglich Keystone Pictures Studios, waren eine der frühen Filmgesellschaften in den USA. Sie wurden im Jahr 1912 von Mack Sennett in Edendale (heute Echo Park (Los Angeles)) gegründet. Geldgeber waren Adam Kessel und Charles O. Bauman, die Inhaber der New York Motion Picture Company.
Die Keystone Studios setzten in der großen Ära des Stummfilms Meilensteine der Filmgeschichte. Neben den Bathing Beauties, dem Filmdebüt von Mabel Normand, entstand hier die fast schon legendäre Slapstickserie Keystone Kops um einen chaotischen Haufen von Polizisten nach einer Idee von Hank Mann, der anfangs auch die Hauptrolle spielte. Später spielte Ford Sterling die Hauptrolle.
Die Keystone Studios waren die erste Station für viele bekannte Stars der Stummfilmära, so zum Beispiel für Charlie Chaplin, Harold Lloyd, Gloria Swanson, Raymond Griffith, Marie Prevost, Ford Sterling, Fatty Arbuckle, Marie Dressler, Mabel Normand, Ben Turpin, Harry Langdon und Chester Conklin. 1915 erfolgte die Fusion mit der Filmgesellschaft Triangle Films von David Wark Griffith und Thomas Harper Ince. Die Keystone Studios behielten allerdings Namen und Selbstständigkeit. Nach dem Ende der Keystone Kops 1917 verließ auch Mack Sennett die Studios und gründete eine eigene Gesellschaft. Vor ihm hatten bereits viele der Stars Keystone verlassen, vor allem aufgrund der schlechten Gagen, die Sennett bot.
Danach ging es bergab mit den Studios. Es fehlten der große Organisator und die großen Stars. 1935 wurde die Gesellschaft nach Konkurs aufgelöst. Das Filmgelände wurde von den Mascot Studios übernommen. Heute befindet es sich im Besitz von CBS.